# Сфорно, Овадия
Овадия бен Яаков Сфо́рно (Овадия Сфо́рно, ивр. עובדיה ספורנו‎; 1475, Чезена — 1550, Болонья) — раввин, знаменитый комментатор Танаха, философ и врач.

## Биография
Овадия Сфорно происходил из знатной и богатой семьи итальянских евреев — раввинов и учёных. По профессии был врачом, изучал медицину в Салерно и в Риме. Помимо медицины, обладал обширными познаниями в математике, философии, древних языках. Ещё в молодости Сфорно приобрёл авторитет как среди еврейских, так и среди христианских учёных. Именно его порекомендовали в качестве наставника Иоганну Рейхлину, приехавшему в Рим усовершенствовать свои познания в иврите. Рекомендателями выступали христианский каббалист Джованни Пико делла Мирандола и кардинал Доменико Гримани. Сфорно преподавал Рейхлину еврейскую литературу, философию и раввинистическую экзегезу с 1497 по 1500 годы. Ученик был очень высокого мнения об учителе, особо отмечая его превосходное знание латыни. Столь же видное место Сфорно занимал среди талмудистов. В Болонье он основал талмудическую школу, где преподавал до конца своих дней. Он был известен всей учёной элите Европы, состоял в переписке с виднейшими учёными своего времени и даже с коронованными особами. Французский король Генрих II весьма ценил его советы, а Сфорно посвятил королю комментарий к книге Когелет (Екклесиаст) и послал ему собственный латинский перевод своего трактата «Ор Аммим» — «Свет Народов». В молодости Сфорно много странствовал, бывал очень беден, затем стал зажиточным человеком, но в быту всегда отличался скромностью, граничившей с аскетизмом. Он оставил о себе добрую память среди современников, а его труды обеспечили ему подлинную славу. Этой славой он обязан главным образом своей библейской экзегезе.

## Комментарии к Танаху
Сфорно написал комментарии к следующим книгам и разделам Танаха: к Торе, к Шир га-ширим (Песни песней), к Когелет (Екклесиасту), к Псалмам, к Иову (под названием «Мишпат цедек»), к книгам Ионы, Аввакума и Захарии. Комментарий Сфорно к Торе был издан после его смерти его братом Хананэлем, талантливым талмудистом. Комментарии Сфорно впервые были включены в Микраот гдолот (популярный свод комментариев к Танаху) в издании 1724-27 (Амстердам). С тех пор практически все издания Микраот гдолот включают комментарий Сфорно.
Метод Сфорно отличается неким своеобразием, не позволяющим его однозначно
классифицировать. Сам он причисляет себя к «родфей пшат», то есть к сторонникам простого, или буквального, метода, но очень часто его рассуждения идут гораздо дальше установления простого смысла библейского стиха. Сфорно всегда предлагает анализировать факты, избегая фантазий мидраша и тенденциозности иных комментаторов.
Стиль его отличается ясностью и лаконизмом. В комментариях Сфорно нет включений из старофранцyзского, как у Раши, или из арабского, как у Авраама ибн Эзры. Его знакомство с латинскими классиками выражается не в буквальном цитировании, а в следовании духу великой поэзии.

## Издания
- Сфорно, Овадия. Классические библейские комментарии: Книга Бытия. Сборник переводов с древнееврейского, арамейского и средневекового иврита / Пер. с иврита Л. Дрейера, М. Митлиной, А. Крупновой. — М.: Олимп, 2010. — 700 с. — 1000 экз. — ISBN 978-5-7390-2468-8.